# Gräberfeld Loretto
Das Gräberfeld bei Loretto im Burgenland befindet sich in der Nähe der Landeshauptstadt Eisenstadt. Von 1933 bis 1937 wurden in der Flur „Ochsenstand“ vom Grundeigentümer eisenzeitliche Artefakte gefunden, worauf weitere archäologische Untersuchungen erfolgten.

## Fundlage
Die Flur „Ochsenstand“ ist ein Ausläufer einer kleinen Hügelkette des Leithagebirges südwestlich des Ortes Loretto. Der Gutsbesitzer Hammer fand dort Scherben, Feuerbockfragmente aus Ton, eiserne Messer und Spinnwirtel von Handspindeln, die er in das Landesmuseum Burgenland in Eisenstadt brachte, wo sie als hallstattzeitlich erkannt wurden. Weitere Funde 1950 veranlassten den Museumsleiter Alois Ohrenberger, genauere Untersuchungen durchzuführen. Da schon oberflächlich Gräberspuren zu erkennen waren, wurde ab 1952 mit Grabungen begonnen. Bis 1957 wurden 157 Fundstellen der Lengyel-Kultur sowie der Urnenfelder-, Hallstatt- und Latènezeit freigelegt. Einige Grabparzellen wurden genau untersucht und bis an die jeweilige Grenze des Fundhorizontes ausgegraben. Eine eisenzeitliche Siedlung nördlich an das Gräberfeld anschließend wird angenommen, ist aber noch nicht erforscht. Der Zeitraum der Grabbelegung wird von der Übergangszeit Späthallstatt/Frühlatène (um ca. 480 v. Chr.) bis zur Mittellatène (280 bis 190 v. Chr.) angenommen.
Die überwiegende Zahl der Gräber stammt aus der Hallstattzeit, einige aus der Latènezeit (eines davon mit einer Doppelbestattung), und vier Gräber sind als Grenzfälle zwischen diesen beiden Kulturstufen einzuordnen. Die späteren Grabstellen sind örtlich eng an die älteren Hallstatt-Gräber angelegt worden. Quadratische Grabgärten mit einer kreisförmigen Umhegung wurden fünfmal festgestellt. In einem Grab wurde eine sorgfältig gearbeitete durchbrochene Fibel mit Palmettenzier vorgefunden, in anderen eine Henkelschüssel und eine Lanzenspitze. Weitere Grabstellen enthielt ein Latèneschwert und ebenfalls eine Fibel, ein Flaschengefäß sowie zwei durchbrochene Gürtelhaken mit Koppelringen.